# Moxa

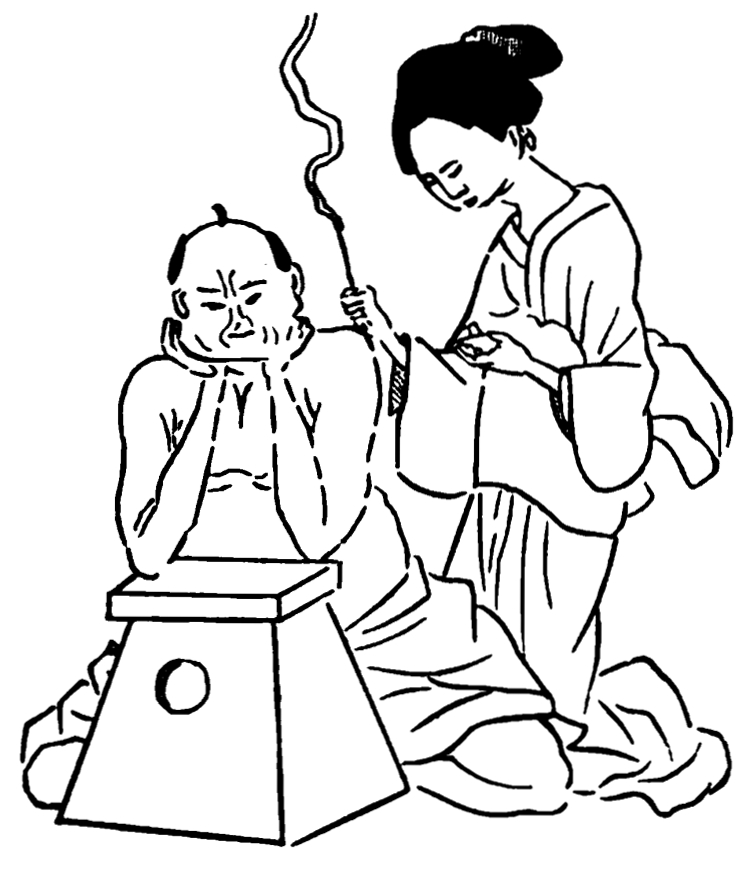
Aplicació de moxa. Imatge de 1867

La moxibustió (xinès simplificat i xinès tradicional: 灸, pinyin: jiǔ) és un tractament que forma part de la medicina tradicional xinesa. Fa servir fulles pulveritzades, assecades i triturades de la planta altimira (Artemisia vulgaris) a la que es dona forma de cilindre anomenat moxa. Juga un rol important en els sistemes de medicina tradicional de la Xina, Japó, Corea, Vietnam, Tibet i Mongòlia. L'altimira normalment s'envelleix i es mol fins a convertir-la en pols, bé per a cremar-la, bé per a donar-li forma d'uns cilindres que recorden a cigars. A vegades el fa servir de manera indirecta, amb agulles d'acupuntura, i en d'altres es crema prop de la pell del pacient.
El 16 de novembre de 2010, la Unesco declarà la moxibustió i l'acupuntura xinesa com a Patrimoni Cultural Immaterial de la Humanitat

## Terminologia
Les primeres ressenyes occidentals de la moxibustió es poden trobar a les cartes i informes escrits pels missioners portuguesos del Japó durant el segle xvi. Ho anomenaven botão de fogo (botó de foc), un terme usat pels estris cauteritzadors occidentals de cap rodó. Hermann Buschoff, que publicà el primer llibre occidental sobre la matèria en 1674, usà la pronunciació japonesa mogusa. Com que la u es pronuncia sense força, l'anomenà "moxa". Autors posteriors mesclaren "moxa" amb el terme llatí combustio (combustió).
El terme de la planta altimira utilitzat per a produir moxa és ài o àicǎo (艾, 艾草) en xinès i yomogi (蓬) en japonès. els noms xinesos per la moxibustió són jiǔ (灸) o jiǔshù (灸術); el japonès fa servir els mateixos caràcters i pronunciació amb kyū and kyūjutsu. En coreà es llegeix tteum (뜸). El folklore coreà atribueix el sorgiment de la moxibustió al llegendari emperador Dangun

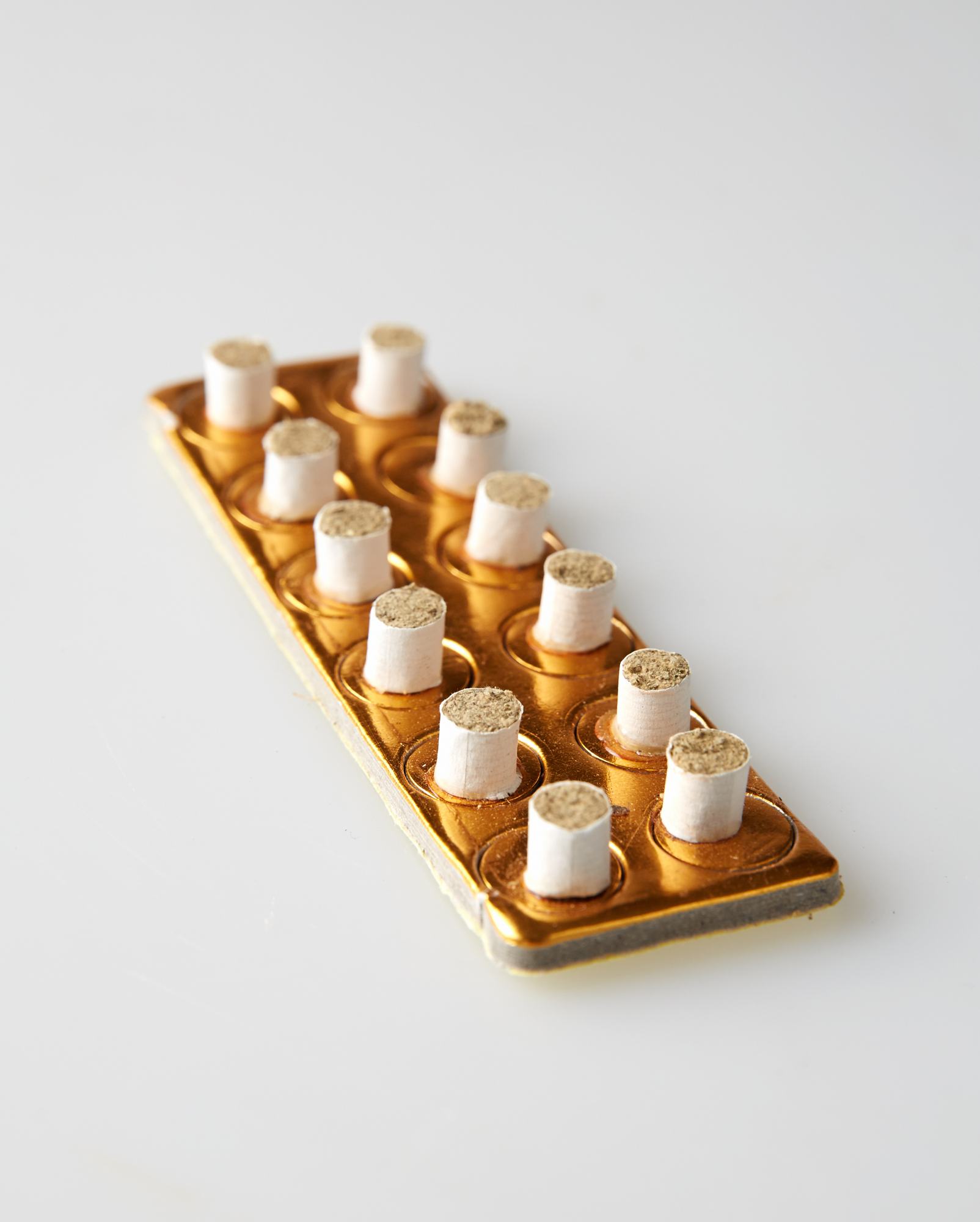
Equip coreà de tteum.
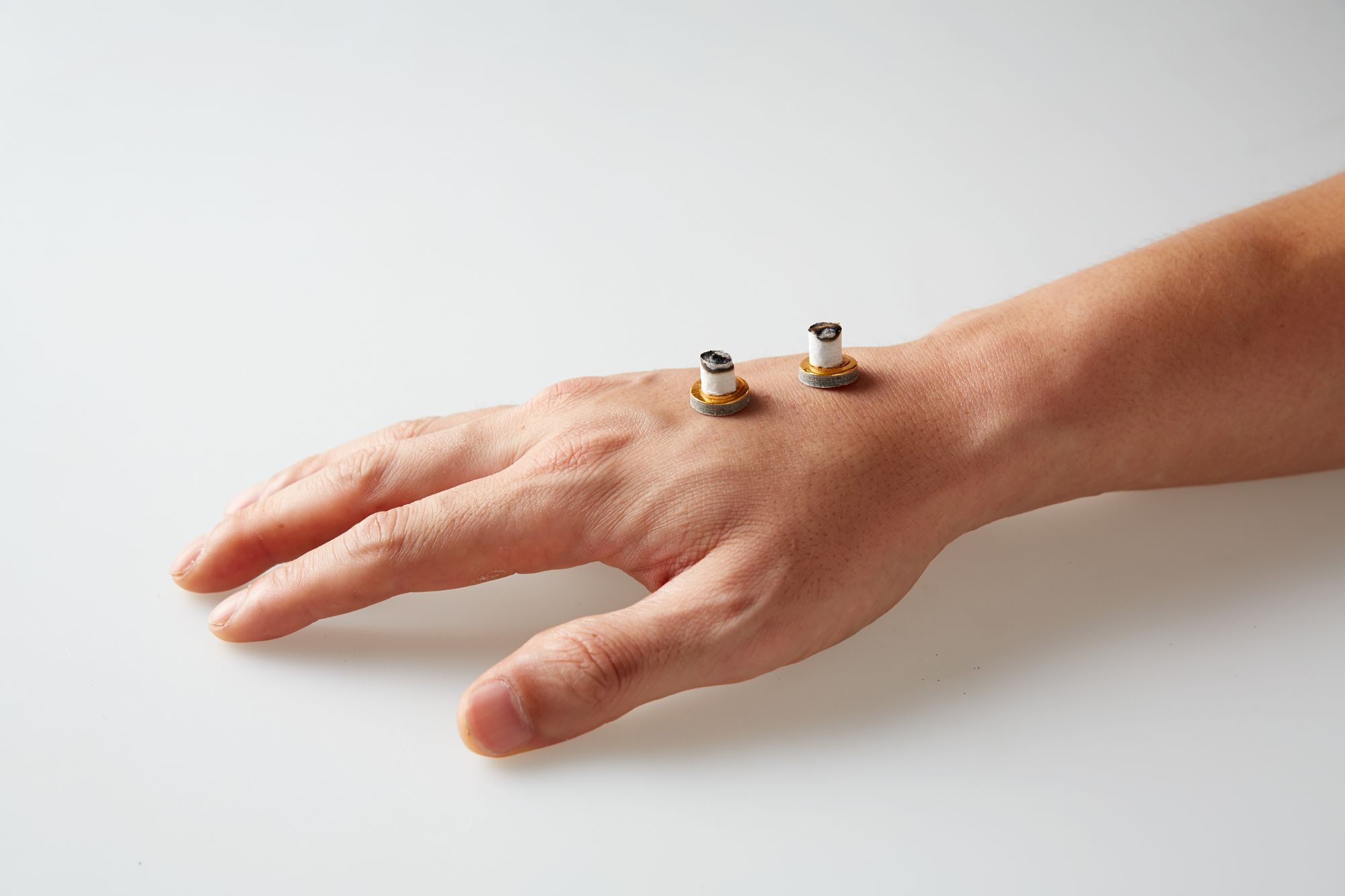
Aplicació del tteum al revers de la mà.
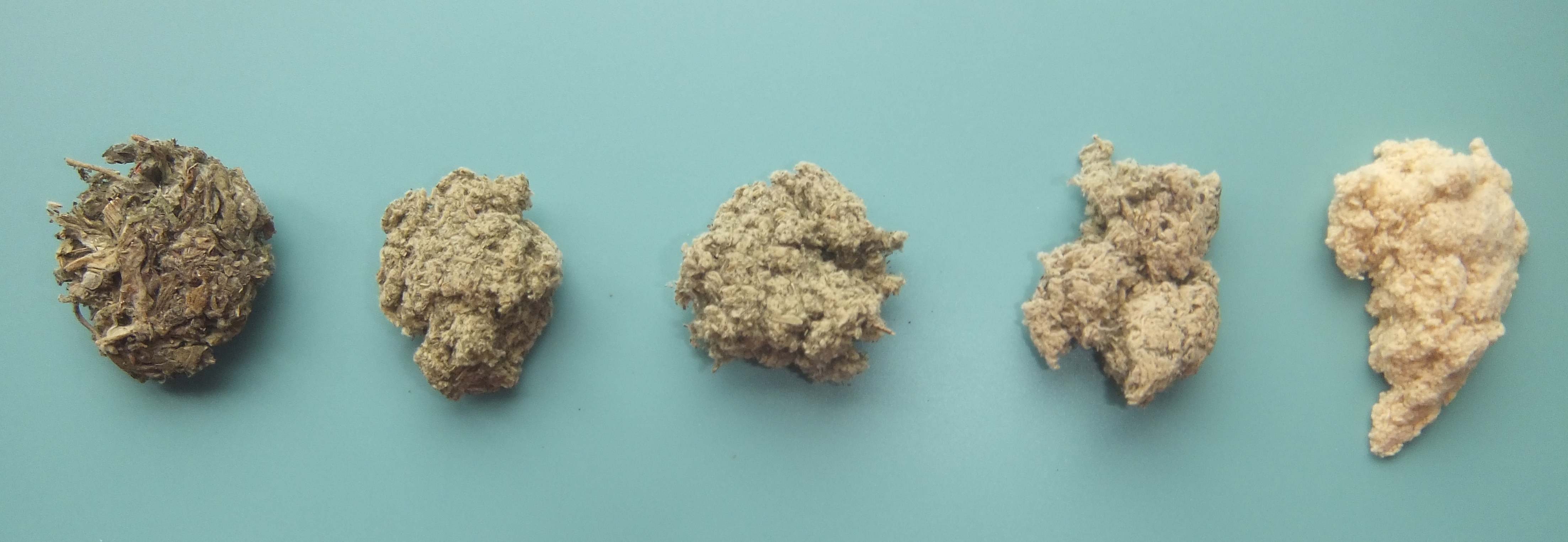
Exemples de moxa japonesa. D'esquerra a dreta: altimira processada (en primera fase), altimira processada (segona fase), moxa gruixuda per a moxibustió indirecta, moxa de qualitat ordinaria per a aplicació directa i indirecta, moxa de qualitat superior per a aplicació directa i indirecta.
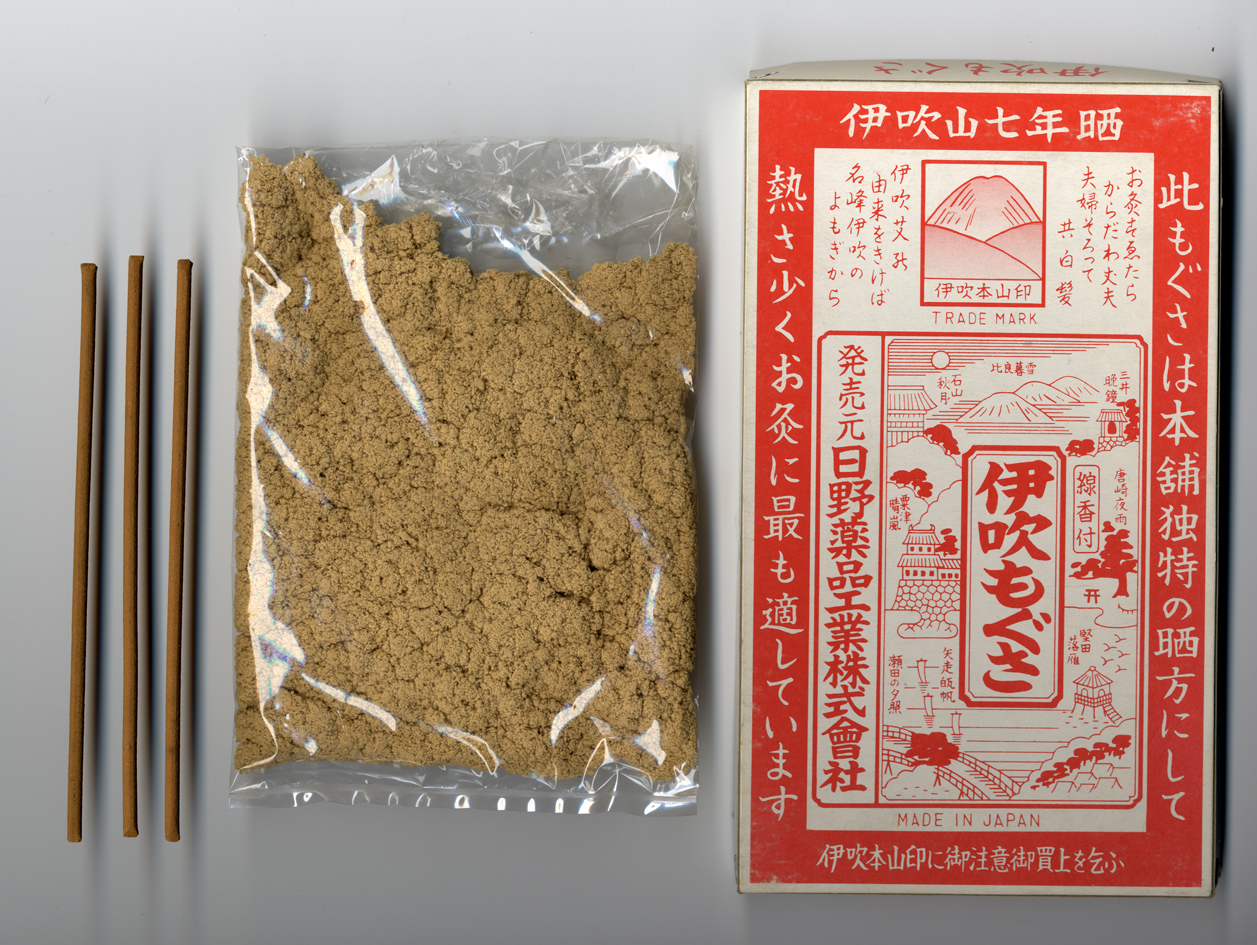
Equip tradicional de moxibustió de Maibara (Japó).
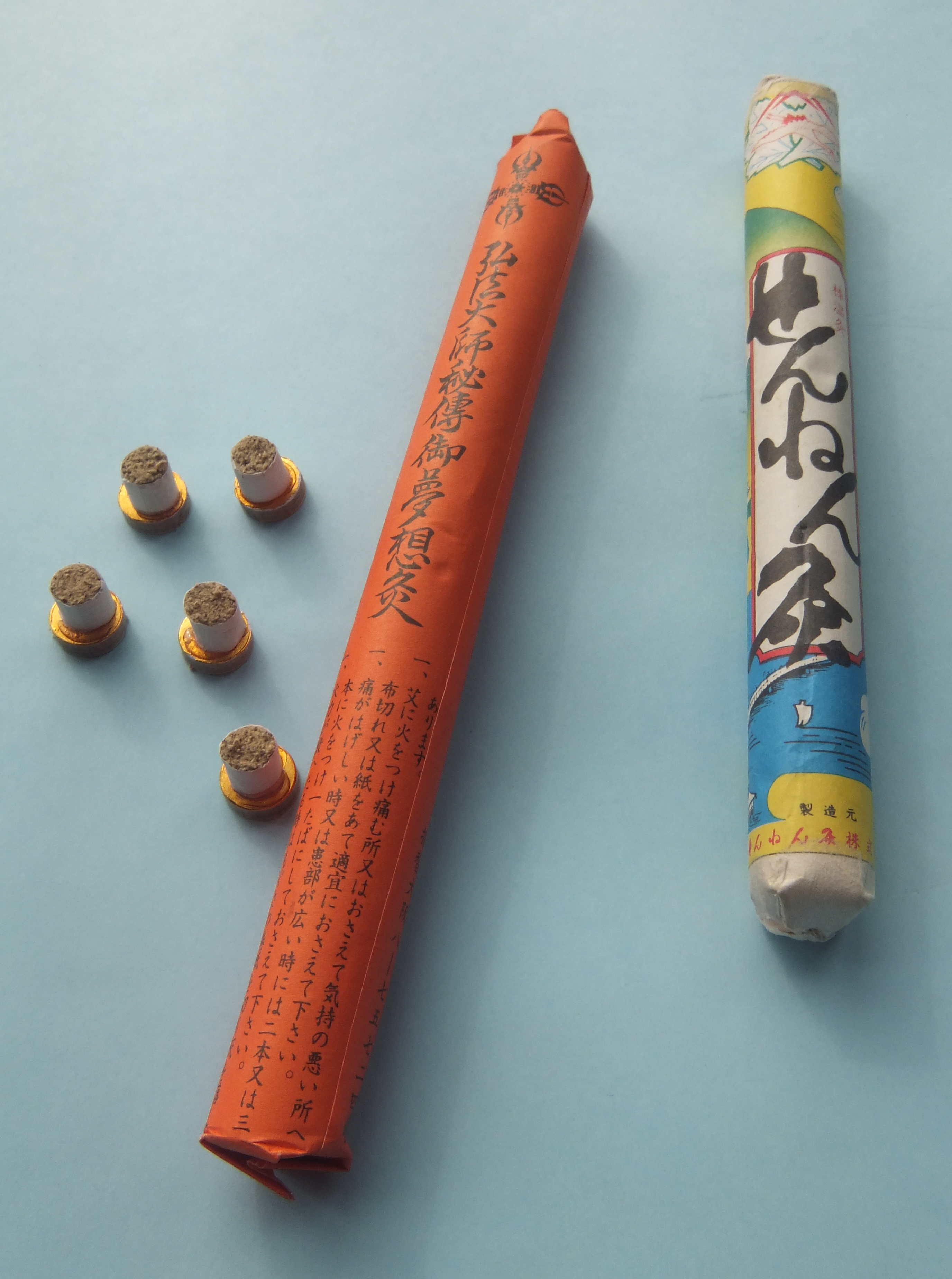
Varetes de moxa (esquerra) i cigars de moxa (dreta) usats per a l'aplicació indirecta. La vara de moxa és moderna, com les que es poden trobar al Japó, Corea o Xina avui en dia. Normalment tenen una base autoadhesiva.

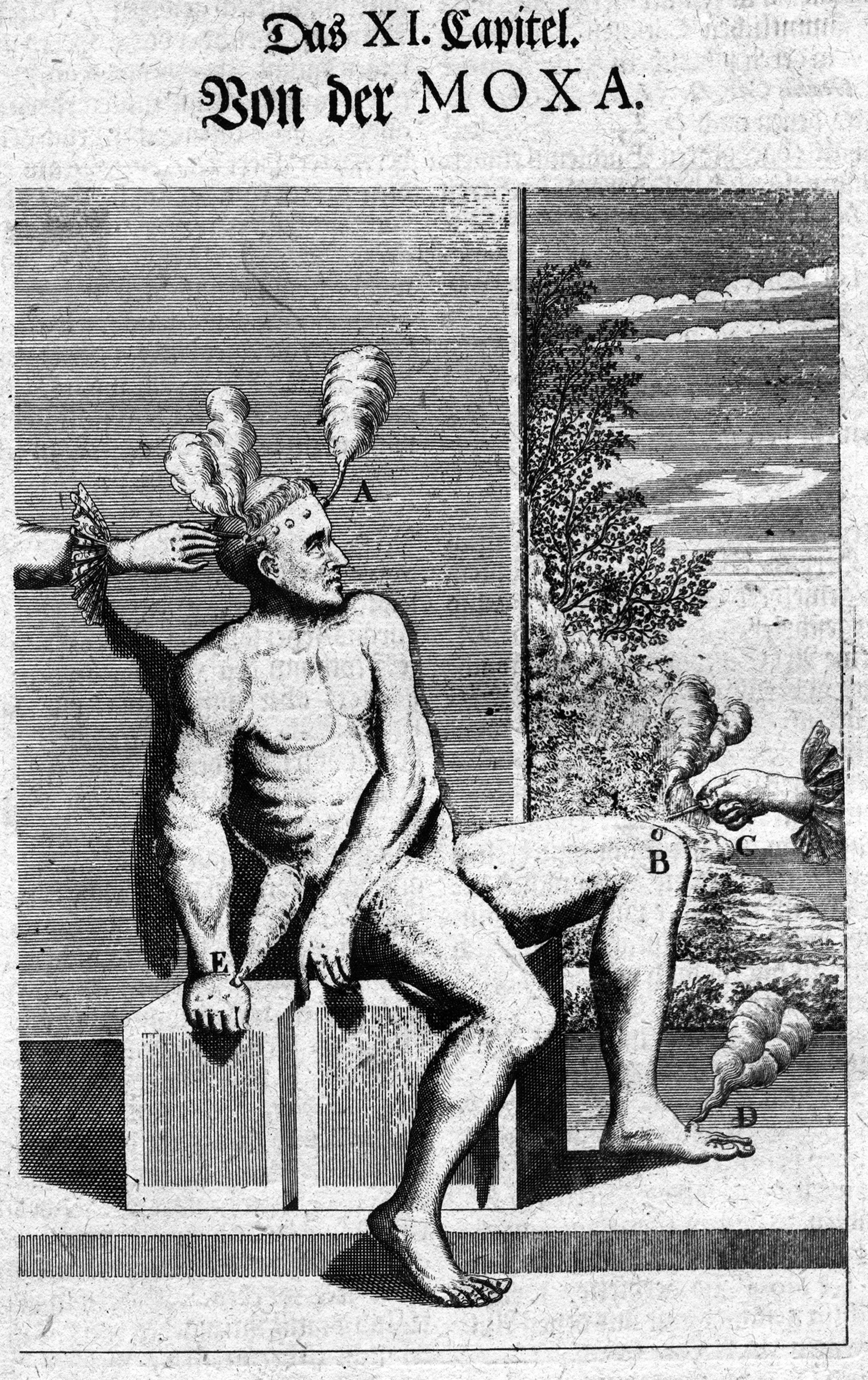
Moxibustió al Museu Museorum de Michael Bernhard Valentini's (Frankfurt am Main, 1714)

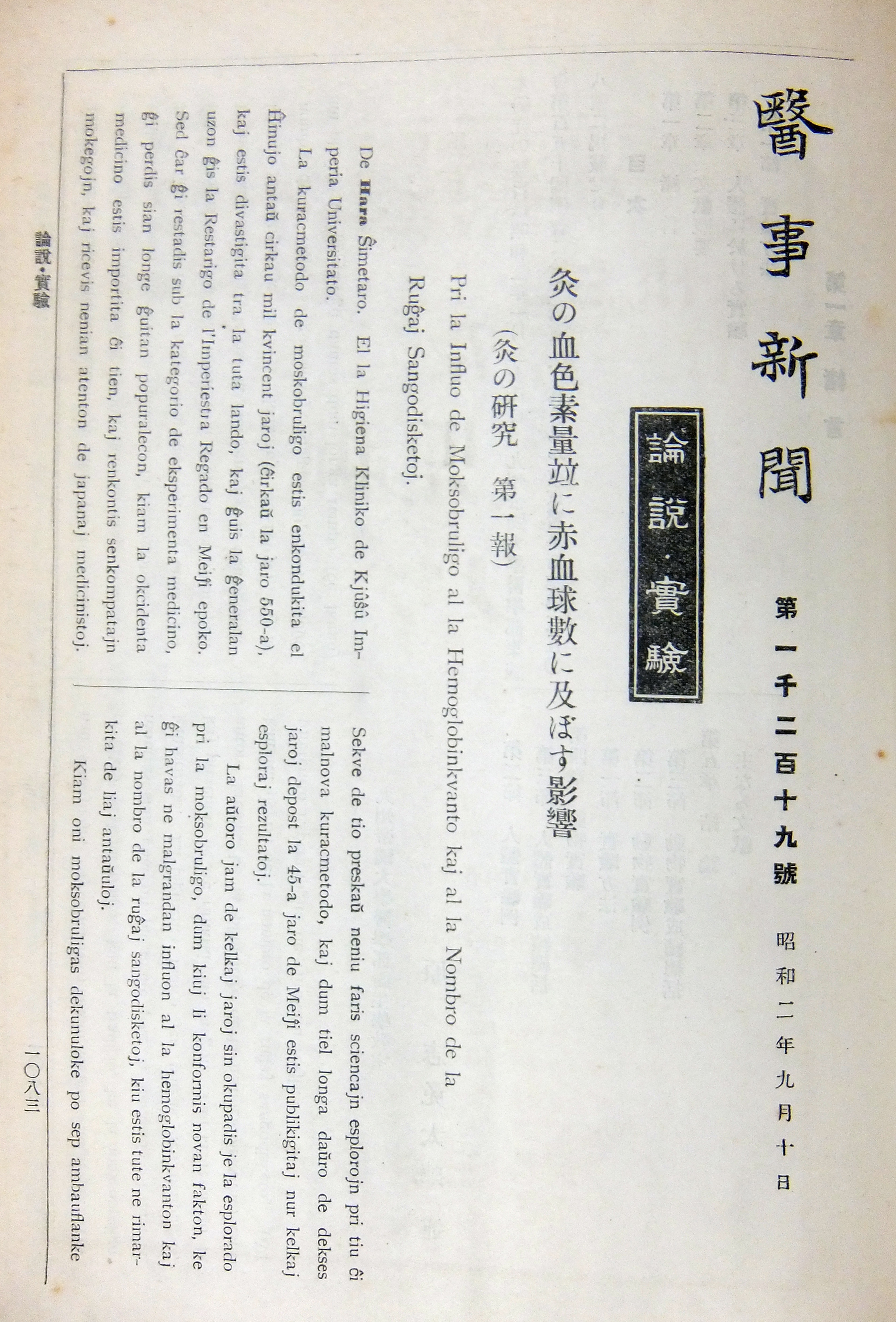
Primera pàgina del llibre de Hara Shimetarō Efectes de la moxa en l'hemoglobina i recompte de glòbuls vermells. Iji Shinbun, núm 1219, 10 Set. 1927. (resum en Esperanto)

## Teoria i pràctica
Els practicants fan servir moxa per a encalentir regions i punts d'acupuntura amb la intenció d'estimular l'organisme ajudar a estimular el flux de sang i txi. Alguns creuen que pot tractar les condicions associades amb les "deficiències fredes" o "yang" de la medicina xinesa. Es diu que la moxibustió mitiga el fred i la humitat del cos.
A nivell hospitalari, en alguns casos es fa servir per a ajudar al posicionament "de cap" del fetus que es presenta girat
Els historiadors de la medicina asseguren que la moxibustió és prèvia a l'acupuntura, i el suplement de la moxa és posterior al 200 a.C.
Els practicants afirmen que la moxibustió és especialment efectiva en el tractament de problemes crònics, debilitat i en gerontologia. Bian Que (fl. circa 500 a.C.), un dels més famosos doctors de la Xina clàssica i el primer especialista en moxibustió, discutia els beneficis de la moxa en l'acupuntura en la seva obra clàssica Bian Que Neijing. En ella assegurava que aquest tractament duia noves energies al cos, tractant tant excessos com deficiències, però també advertia contra l'ús de l'acupuntura en certs pacients debilitats, assegurant que amb la manipulació de les agulles es podia perdre massa energia.
Una altra obra clàssica, Gao Huang Shu (膏肓俞) s'especialitza només en oferir indicacions de la moxa sobre un únic punt (穴).
Hi ha diferents mètodes de moxibustió. Tres d'ells són l'aplicació directa amb abrasió, l'aplicació directa sense abrasió i l'aplicació indirecta. La primera consisteix en col·locar un petit con de moxa sobre la pell en un punt d'acupuntura i cremar-lo fins que arribi a la pell (causant una cremada). En l'aplicació directa sense abrasió es retira la moxa abans que cremi la pell, tot i que roman bastant de temps sobre aquesta. En la moxibustió indirecta se sosté un cigar fet de moxa a prop del punt d'acupuntura per a encalentir la pell, o bé se sosté en una agulla d'acupuntura per a encalentir-la. També hi ha moxa adhesiva.

## Investigació mèdica
La primera publicació científica moderna sobre la moxibustió fou escrita en 1927 pel metge japonès Hara Shimetarō, que dugué a terme una investigació sobre els efectes hematològics de la seva aplicació. Dos anys més tard, la seva tesi doctoral sobre aquest assumpte fou acceptada per la Facultat de Medicina de la Universitat Imperial de Kyushu. La darrera publicació de Hara aparegué en 1981.
Assajos controlats aleatoritzats de l'any 1998 suggereixen que la moxibustió sola, en combinació amb l'acupuntura, o en combinació amb la versió cefàlica externa pot ser efectiva per a variar la presentació de natges dels nadons. El mecanisme d'acció proposat és que la moxibustió provoca l'alliberament de l'estrogen placentari i les prostaglandines, que condueixen a les contraccions uterines que canvien la posició del nadó. Una revisió Cochrane d'aquests estudis trobà que diferien massa per a dur a terme una metanàlisi i sol·licità més proves experimentals.
S'han realitzat revisions sistemàtiques de la moxibustió per al tractament del dolor, el càncer, l'accident cerebrovascular, el restrenyiment, la colitis ulcerosa i la hipertensió. Aquestes revisions sistemàtiques han trobat que els estudis són de baixa qualitat i els positius podrien ser deguts a un biaix de publicació. D'acord amb la Societat Americana del Càncer, «l'evidència científica disponible no recolza les afirmacions de que la moxibustió és eficaç per a prevenir o tracter el càncer o qualsevol altra malaltia».

## Usos paral·lels de l'artemisa
Alguns pobles indígenes nord-americans com els Chumash feien servir l'artemísia, juntament amb altres herbes, per a fer bastons d'smudging i en altres rituals similars. Els europeus creien que les bruixes el feien servir per a provocar els somnis lúcids i viatges astrals.